# Cinnamomum oliveri
Cinnamomum oliveri es un árbol de los bosques templados  y selvas húmedas que crece en las partes costeras del este de Australia. Crece desde el distrito de Illawarra (34° S) en Nueva Gales del Sur hasta la Península del Cabo York en la punta norte de Australia. El límite más meridional de su distribución son los acantilados volcánicos de la población de Gerroa y cerca de las arena en los bosques lluviosos detrás de Seven Mile Beach.

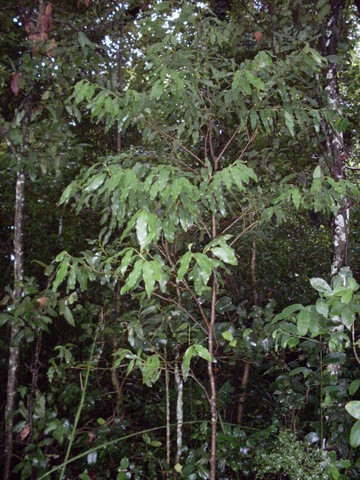
Ejemplar joven de Cinnamomum oliveri en Nueva Gales del Sur

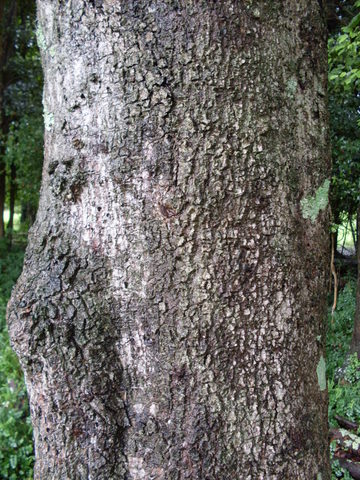
Cinnamomum oliveri – corteza en Nueva Gales del Sur

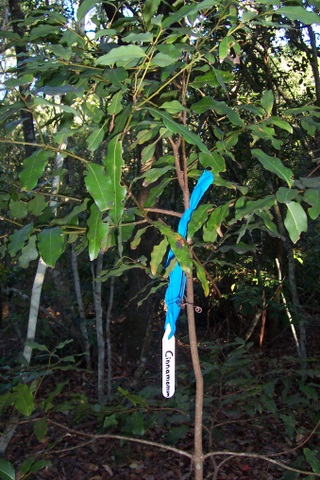
Cinnamomum oliveri en su límite sur

## Hábitat
Es común en los bosques templados lluviosos en suelos sedimentarios en lugares montañosos frescos. Pero también se le ve en las selvas subtropicales.

## Descripción
Cinnamomum oliveri, tiene varios nombres comunes tales como Palo alcanfor (Camphorwood), Sasafrás de Oliver (Oliver's Sassafras), Sasafrás negro (Black Sassafras) y Palo canela (Cinnamonwood). Es un árbol de talla mediana a grande de alrededor de 30 metros de alto y 75 cm de diámetro.

### Tronco, corteza y hojas
El tronco es cilíndrico u ocasinalmente rebordeado. La corteza gris o café con una capa corchosa. El tronco tiene líneas verticales de pústulas corchosas.
Las hojas son opuestas, simples, con los márgenes enteros ondulados, lisas, puntiagudas, se estrechan gradualmente hacia la base. De 8 a 15 cm de largo y 2 ta 4 cm de ancho. Brillosas en el haz, gris azulado glauco en el envés. El tallo de la hoja mide de 6 a 12  mm de largo. La nervadura de la hoja está bien delineada en ambas superficies. La vena central está levantada por ambos lados.

### Flores, fruta y germinación
Las flores aparecen de octubre a noviembre, son cremosas, fragantes, en panículas en los extremos de los ramilletes o en las horquillas de las hojas cerca de los extremos de los ramilletes. El fruto es una drupa oval negra-azulosa o negra. De aproximadamente 12 mm de largo. El fruto madura de febrero a abril. La fructificación ocurre apenas cada siete años y es prolífica.
El fruto es comido por aves del bosque incluyendo la paloma de cabeza blanca, el currawong moteado y el ave gato verde. Como muchos de los frutos de las lauráceas de Australia, se recomienda la remoción del arilo carnoso para ayudar a la germinación de la semilla. La semilla tiene corta vida fértil debido al deterioro al resecarse.

## Usos
La corteza de Cinnamomum oliveri contiene tanino, y aceite esencial, es rico en alcanfor, safrol, metileugenol o aldehído cinámico y eugenol.  El aceite puede ser usado con propósitos medicinales como estimulante, aromático.
La fragante madera es usada en trabajos de interiores, revestimientos y ebanistería. Pesa de 560 a 660 kilogramos por metro cúbico.

## Taxonomía
Cinnamodendron oliveri fue descrita por Frederick Manson Bailey y publicado en Queensland Department of Agriculture and Stock. Botany Bulletin 5: 24. 1892.
Etimología
Cinnamomum: nombre genérico que proviene del griego Kinnamon o Kinnamomon, que significa madera dulce. Este término griego probablemente proviene del hebreo quinamom, el cual tiene origen en una versión anterior al término Kayu manis, que en el lenguaje de Malasia e Indonesia también quiere decir madera dulce. 
oliveri: epíteto
Sinonimia
- Cryptocarya camphorata (Meisn.) Domin
- Cryptocarya glaucescens var. camphorata Meisn.[5][6]